# Экфёй, Кевин
Кевин Экфёй (фр. Kévin Hecquefeuille; 20 ноября 1984, Амьен, Франция) — французский хоккеист, защитник швейцарского клуба «Лангнау Тайгерс» и сборной Франции.

## Достижения

### Клубные
- Чемпионат Франции:
  - Чемпион: 2004, 2007
  - Вице-чемпион: 2003
- Победитель Кубка Франции: 2008
- Победитель Кубка Лиги: 2007
- Игрок символической сборной Лиги Магнуса: 2006, 2007, 2008
- Лучший молодой игрок Лиги Магнуса: 2003
- Лучший игрок Лиги Магнуса: 2011

### В сборной
- Победитель второго дивизиона чемпионата мира U-18: 2002
- Победитель первого дивизиона чемпионата мира: 2007
- Топ-3 игроков сборной Франции на чемпионате мира: 2011